# Finale Europacup I 1965
De finale van de Europacup I van het seizoen 1964/65 werd gehouden op 27 mei 1965 in San Siro in Milaan. Titelverdediger Internazionale nam het in eigen stadion op tegen Benfica. De Italianen wonnen na een goal van de Braziliaanse rechtsbuiten Jair da Costa.

## Wedstrijd
|             |                |       |         | |
| 27 mei 1965 | Internazionale | 1 – 0 | Benfica | Stadio Giuseppe Meazza, Milaan Toeschouwers: 89.000 Scheidsrechter: Gottfried Dienst (Zwitserland) |
| 27 mei 1965 | Jair 42'       |       |         | Stadio Giuseppe Meazza, Milaan Toeschouwers: 89.000 Scheidsrechter: Gottfried Dienst (Zwitserland) |

| Inter | Benfica |

| Internazionale: |    |                    |
|                 |    |                    |
| GK              | 1  | Giuliano Sarti     |
| DF              | 6  | Armando Picchi     |
| DF              | 5  | Aristide Guarneri  |
| DF              | 2  | Tarcisio Burgnich  |
| DF              | 3  | Giacinto Facchetti |
| MF              | 4  | Gianfranco Bedin   |
| MF              | 10 | Luis Suárez        |
| MF              | 11 | Mario Corso        |
| FW              | 7  | Jair da Costa      |
| FW              | 8  | Sandro Mazzola     |
| FW              | 9  | Joaquín Peiró      |
| Coach:          |    |                    |
| Helenio Herrera |    |                    |

| Benfica:      |    |                          |
|               |    |                          |
| GK            | 1  | Alberto da Costa Pereira |
| DF            | 2  | Domiciano Cavém          |
| DF            | 3  | Fernando Cruz            |
| DF            | 4  | Germano de Figueiredo    |
| DF            | 5  | Raúl Machado             |
| MF            | 6  | José Neto                |
| MF            | 7  | José Augusto             |
| MF            | 8  | Mário Coluna             |
| FW            | 9  | José Torres              |
| FW            | 10 | Eusébio                  |
| FW            | 11 | António Simões           |
| Coach:        |    |                          |
| Elek Schwartz |    |                          |